# Grands moulins du Mali
Les Grands Moulins du Mali (GMM) est une agroindustrie enne créée en 1979. Elle est une filiale du Groupe AMI (Achcar Mali Industrie) qui possède 72 % du capital.

## Situation
La minoterie est, depuis 1982, située au village de Kayo sur la rive gauche du fleuve Niger, aux abords sud-ouest de la ville de Koulikoro.

## Activités
L'entreprise est active dans plusieurs secteurs d'activité :
- La farine de la marque Bélier avec une capacité de production de 120 000 tonnes par an. Elle est commercialisée au Mali et dans la région[3].
- L'alimentation animale sous la marque Bu Nafama avec une capacité de production de 100 000 tonnes par an.
- Le riz sous la marque Riz Malo avec une capacité de production de 30 000 tonnes par an.
- La farine infantile Vitablé avec une capacité de production de 3 600 tonnes par an[2].